# Plateau des Gras
Le plateau des Gras ou Grads est la section du plateau situé à l'est des monts d'Ardèche, compris entre les gorges de la Beaume au nord, et les gorges du Chassezac au sud, sur les communes de Berrias-et-Casteljau, Chandolas, Grospierres, Joyeuse, Lablachère, Saint-Alban-Auriolles, Les Assions, Saint-Genest-de-Beauzon dans le département de l'Ardèche.
Le plateau des Gras se prolonge en direction du nord-est au-delà des gorges de la Beaume, par le plateau des Gras de Labeaume et par les Gras de Chauzon et au sud-ouest par le bois de Païolive, constituant un ensemble géologique homogène traversé par des gorges creusées par les torrents issus des monts d'Ardèche.

## Étymologie
D'une façon générale le terme de Gras ou Grads est attribué aux plateaux calcaires au sud-est du Massif central.
Le nom de Gras ou Grads viendrait de Gradins, désignant la configuration du plateau par rapport aux Monts d'Ardèche.
(La dénomination a fait amalgame avec le Plateau de Gras, situé, lui, en zone urgonienne entre le Rhône et les gorges de l'Ardèche. Ce plateau s'étend de Bourg-Saint-Andéol au sommet de la Dent-de-Rez, entre les villages de Saint-Remèze et, précisément, de Gras, toponyme d'origine vraisemblablement celto-ligure (*Crascus). On tend à lui donner désormais l'appellation de plateau du Laoul ou de Saint-Remèze.)

## Description

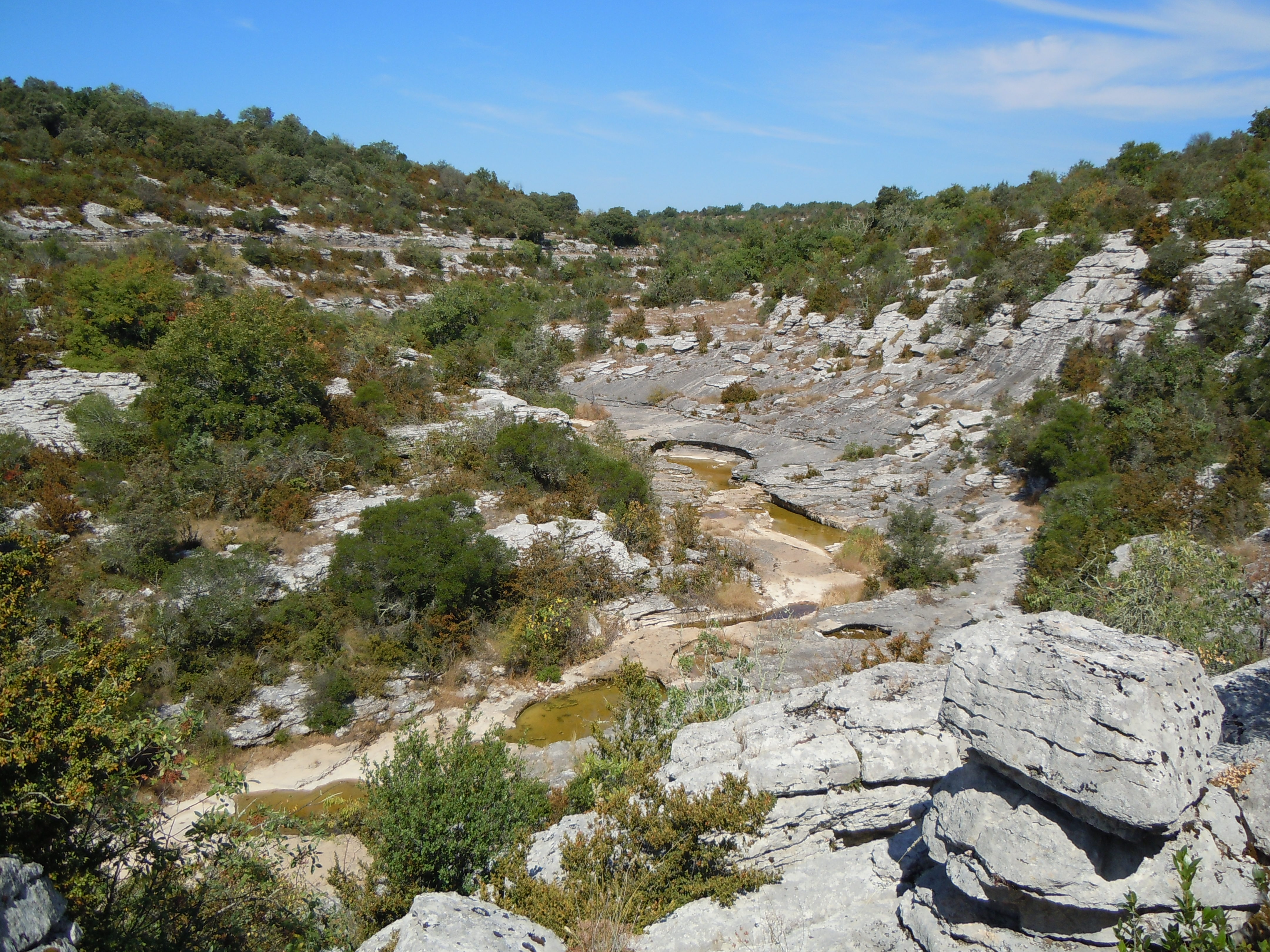
Vallon de Fontgraze

Le plateau est situé à une altitude généralement comprise entre 230 et 250 mètres. Il est bordé de coteaux marneux au nord et nord-ouest, avec des ravins érodés très caractéristiques.
Les principaux sommets sont :
- au nord : la côte du Freyssinet (290 mètres) et les Gras de Perret (284 mètres) ;
- au centre : le serre de Floucat (260 mètres)et le Gondive (261 mètres) ;
- à l'est, le Bois Chabanet (215 mètres) ;
- au sud, le serre de Cavata (256 mètres), les Lausières (263 mètres) et le Guéry (260 mètres).

La route départementale D104 longe le plateau du nord au sud entre Aubenas et Joyeuse.

## Statut
Le plateau des Gras est classé zone naturelle d'intérêt écologique, faunistique et floristique de type I sous le numéro no 07170004.
La moitié sud du plateau des Gras est classée avec le Bois de Païolive, site d'importance communautaire Natura 2000 sous le Numéro FR8201656.

## Géologie
Le plateau est constitué essentiellement de marnes et de calcaire Jurassique. Le versant ouest montre d'un empilement de couches s'étageant du  Rhétien (−205 millions d'années) au Kimméridgien, (−157 millions d'années).

## Paléontologie
Les successions de schistes et de calcaire comptent de nombreux fossiles, principalement des empreintes d'ammonites.

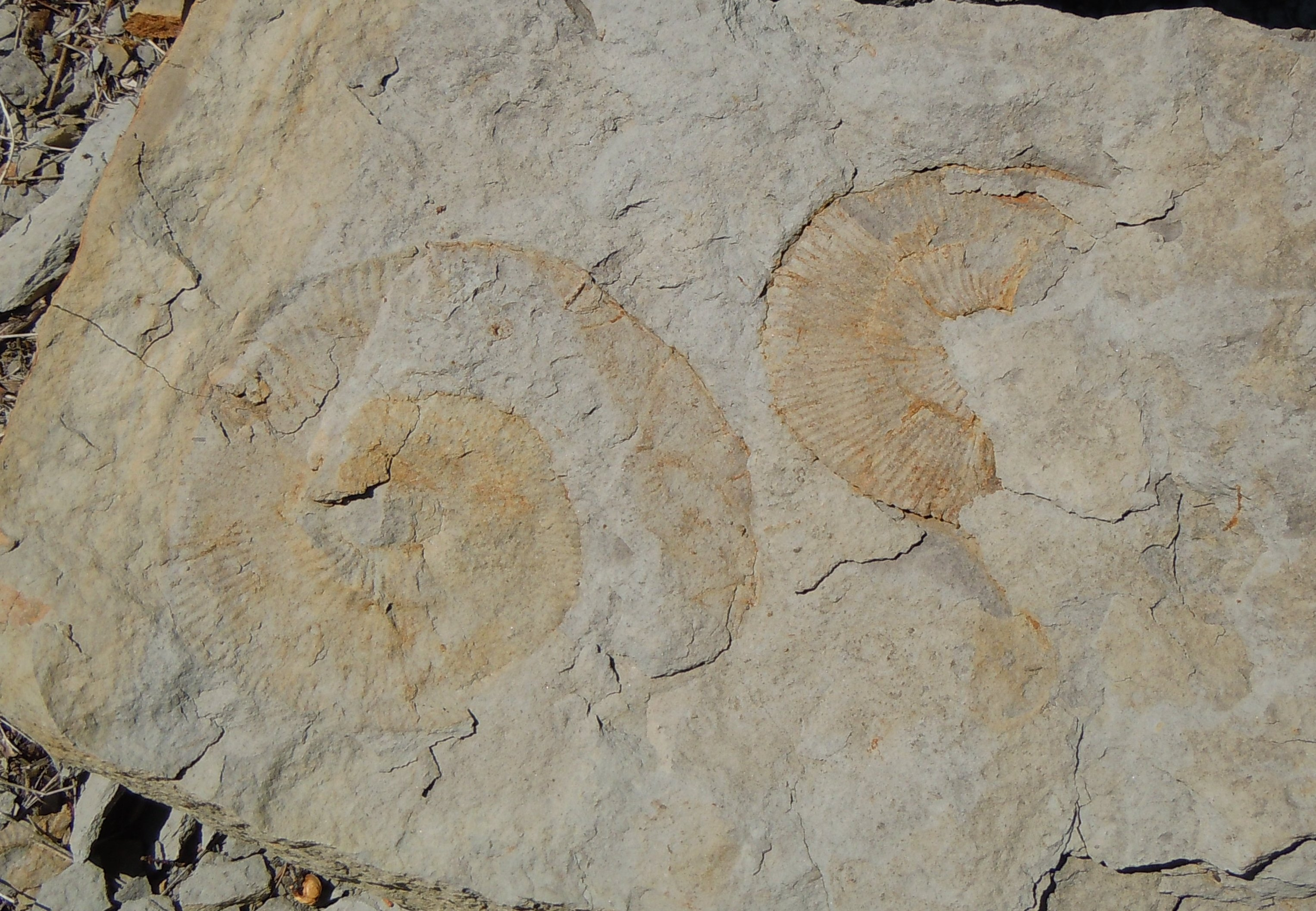
Empreintes d'ammonites
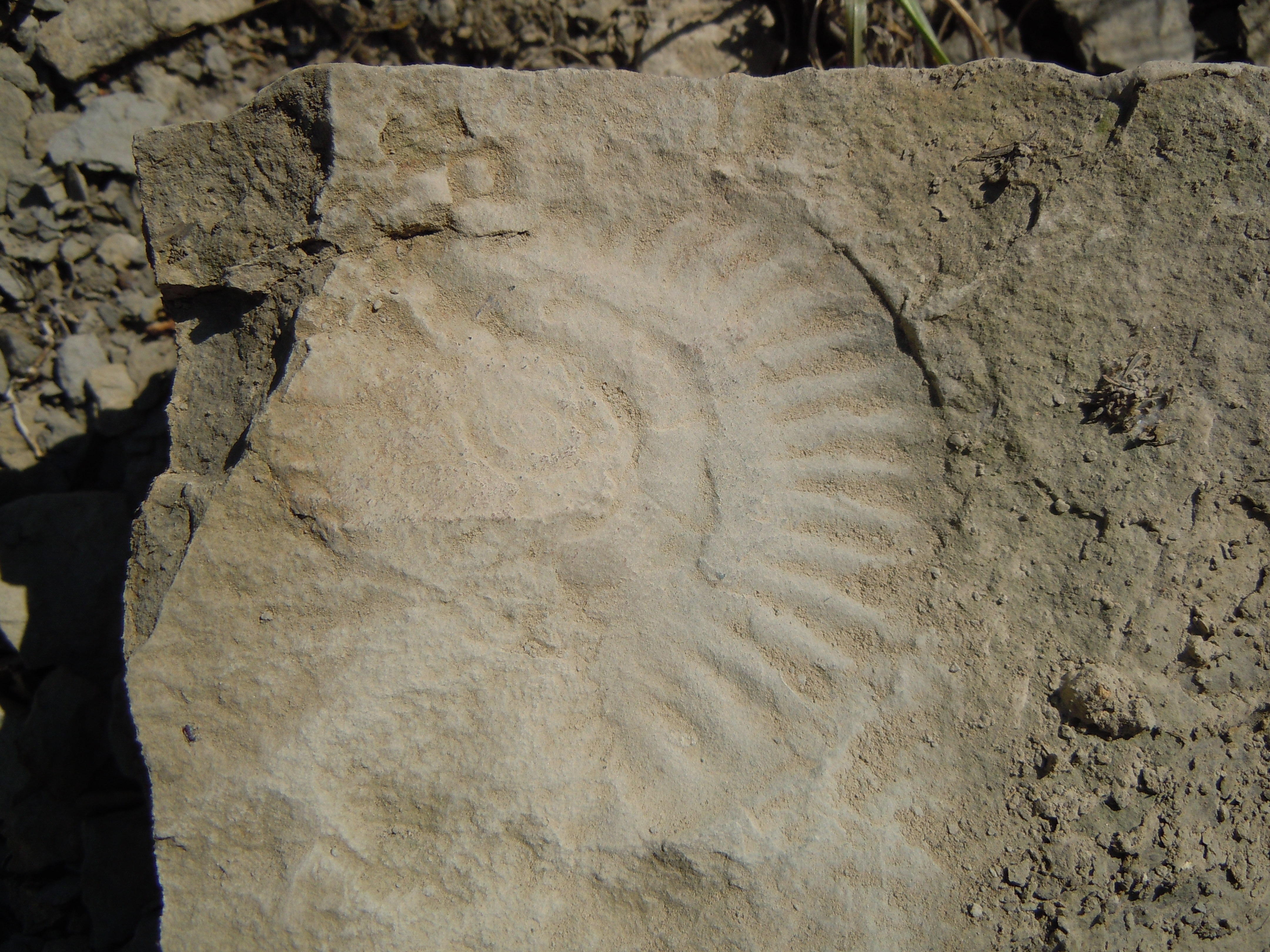
Empreinte d'ammonite
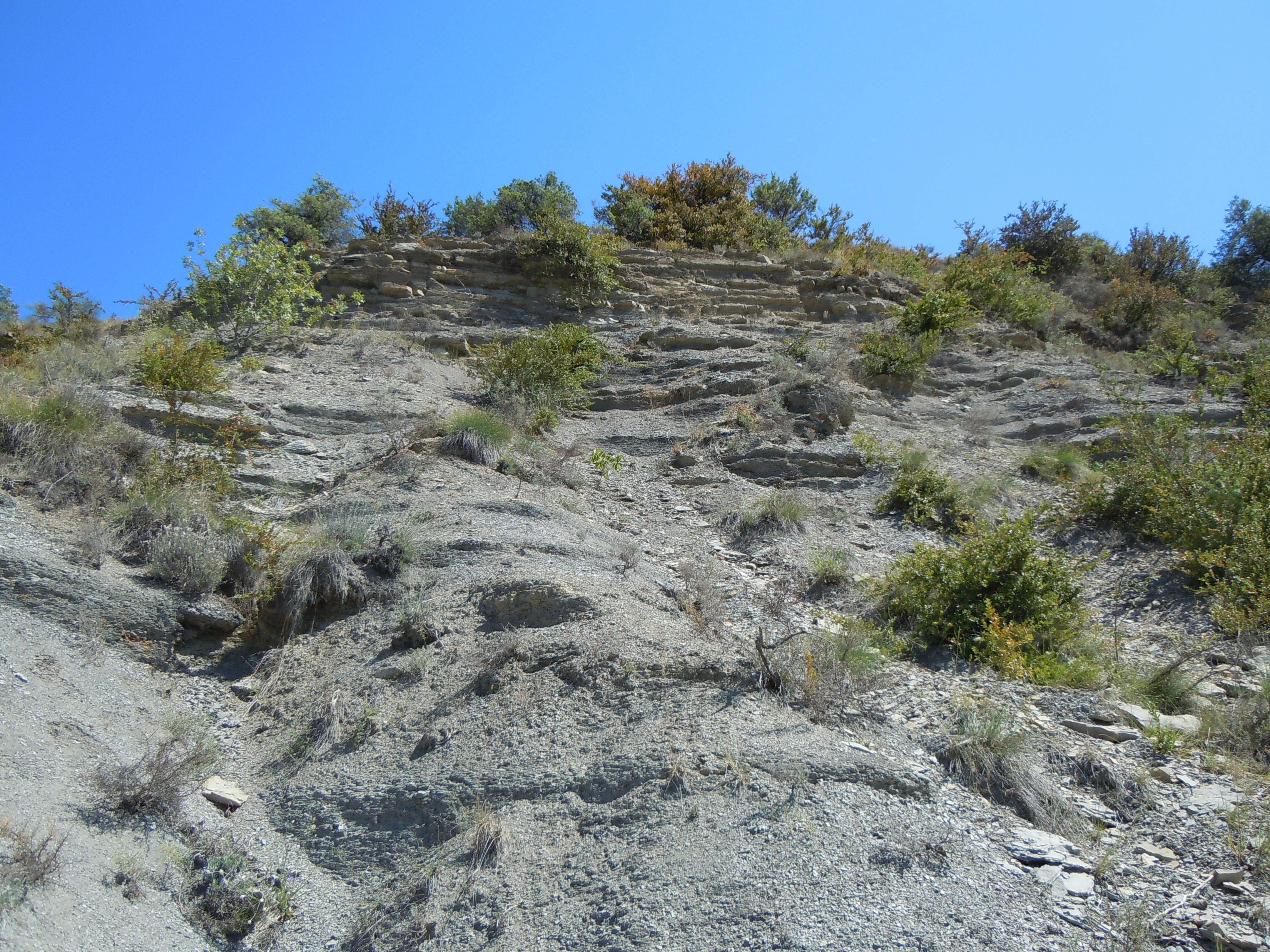
Couches de schistes du Rhétien et de calcaires à ammonites de l'Hettangien

## Archéologie
Le plateau des Gras, occupé à l'époque préhistorique, compte de nombreux dolmens datant principalement du IIIe millénaire av. J.-C. Même si la plupart ont été détruits au cours des siècles, le Plateau des Gras et les garrigues de Labeaume possèdent une des concentrations les plus importantes de France. La nécropole de Bourbouillet compte une vingtaine de dolmens. D'autres dolmens sont présents à Fontgraze, Font Méjanne, la Grange aux Pères, les Blaches, au Bois de la Saume, au Mas des Rondels et à Saint-Alban sous Sampzon.

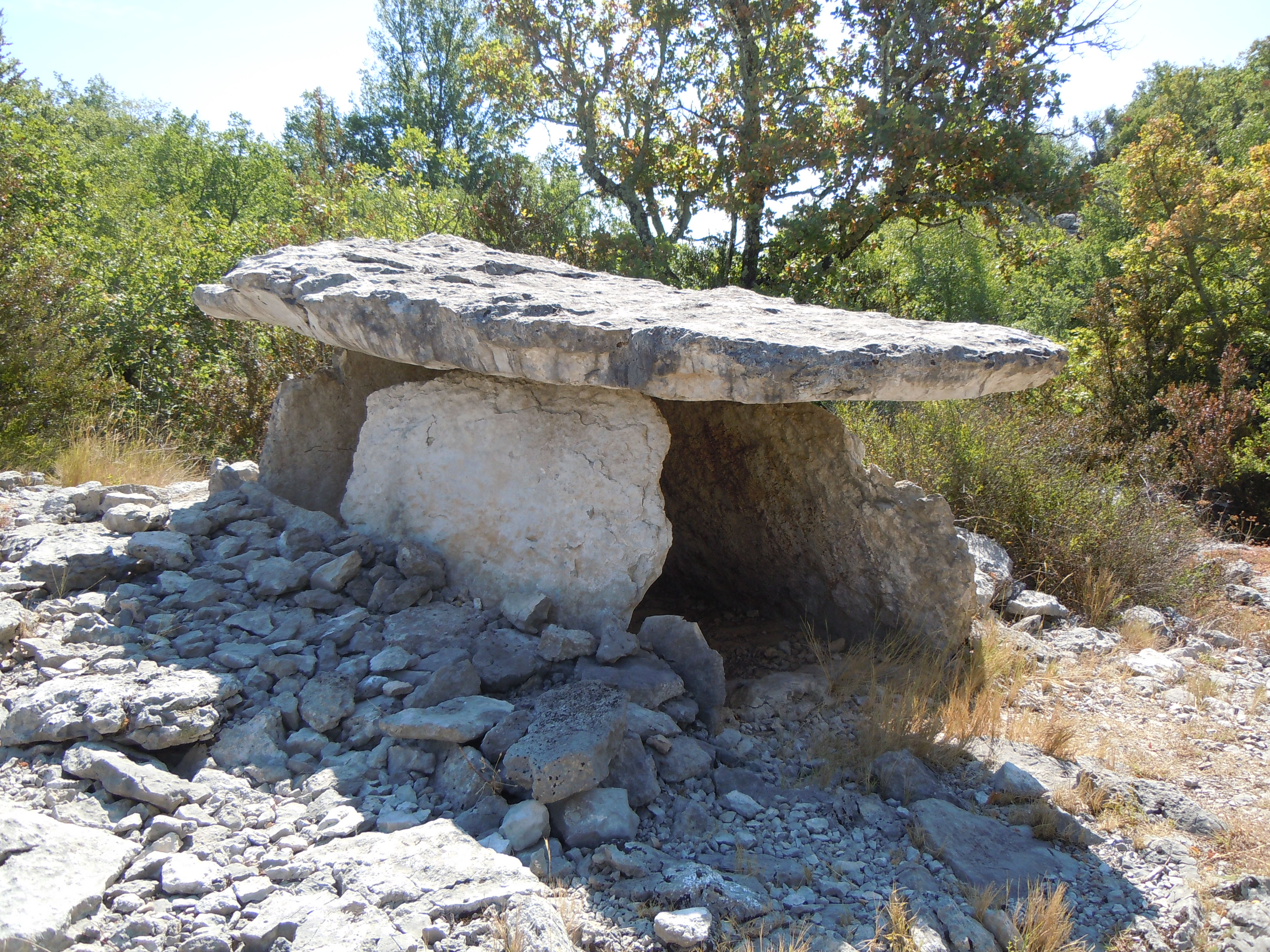
Dolmen no 12 de Font Méjanne.
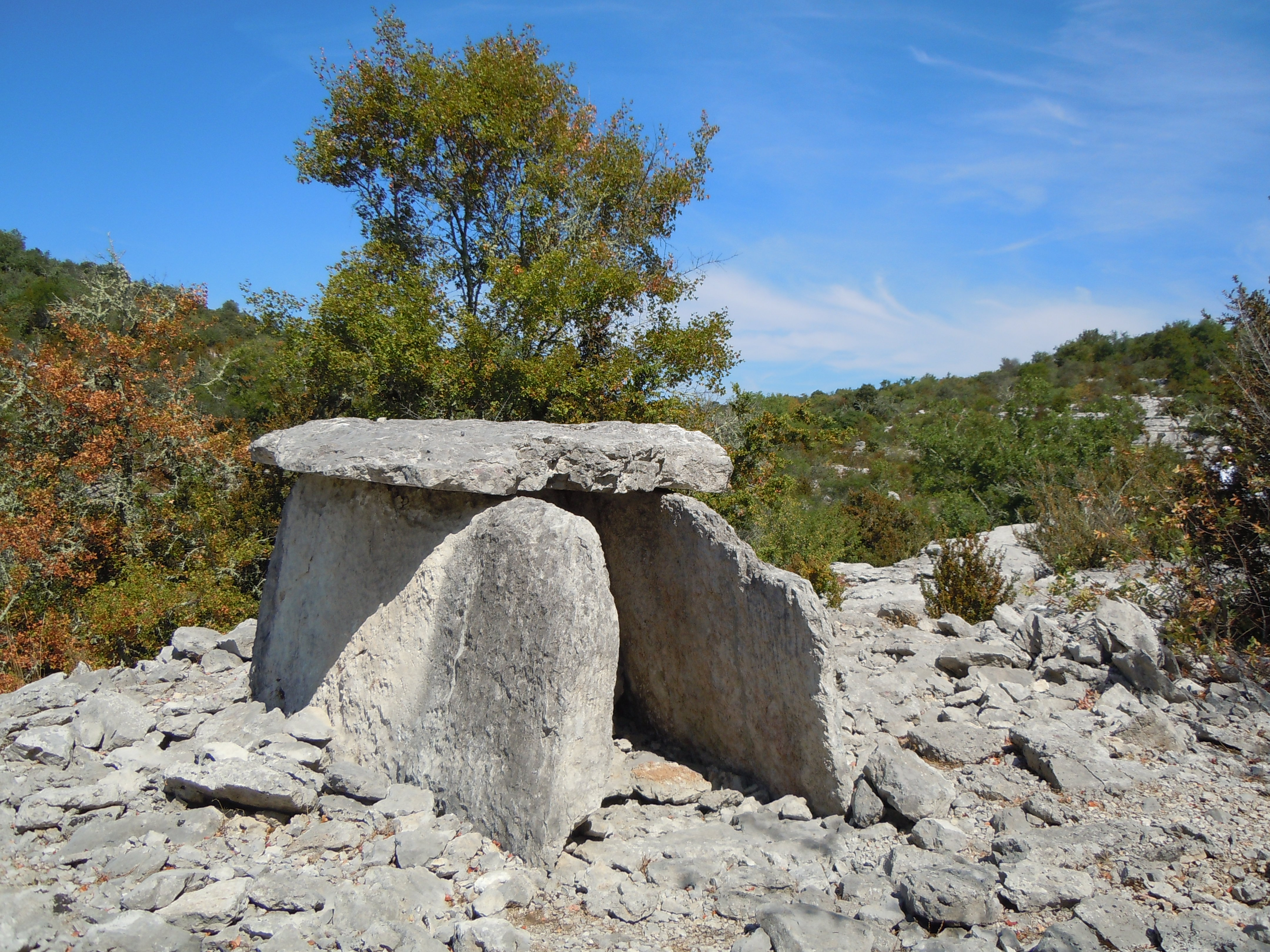
Dolmen no 13 de Font Méjanne.
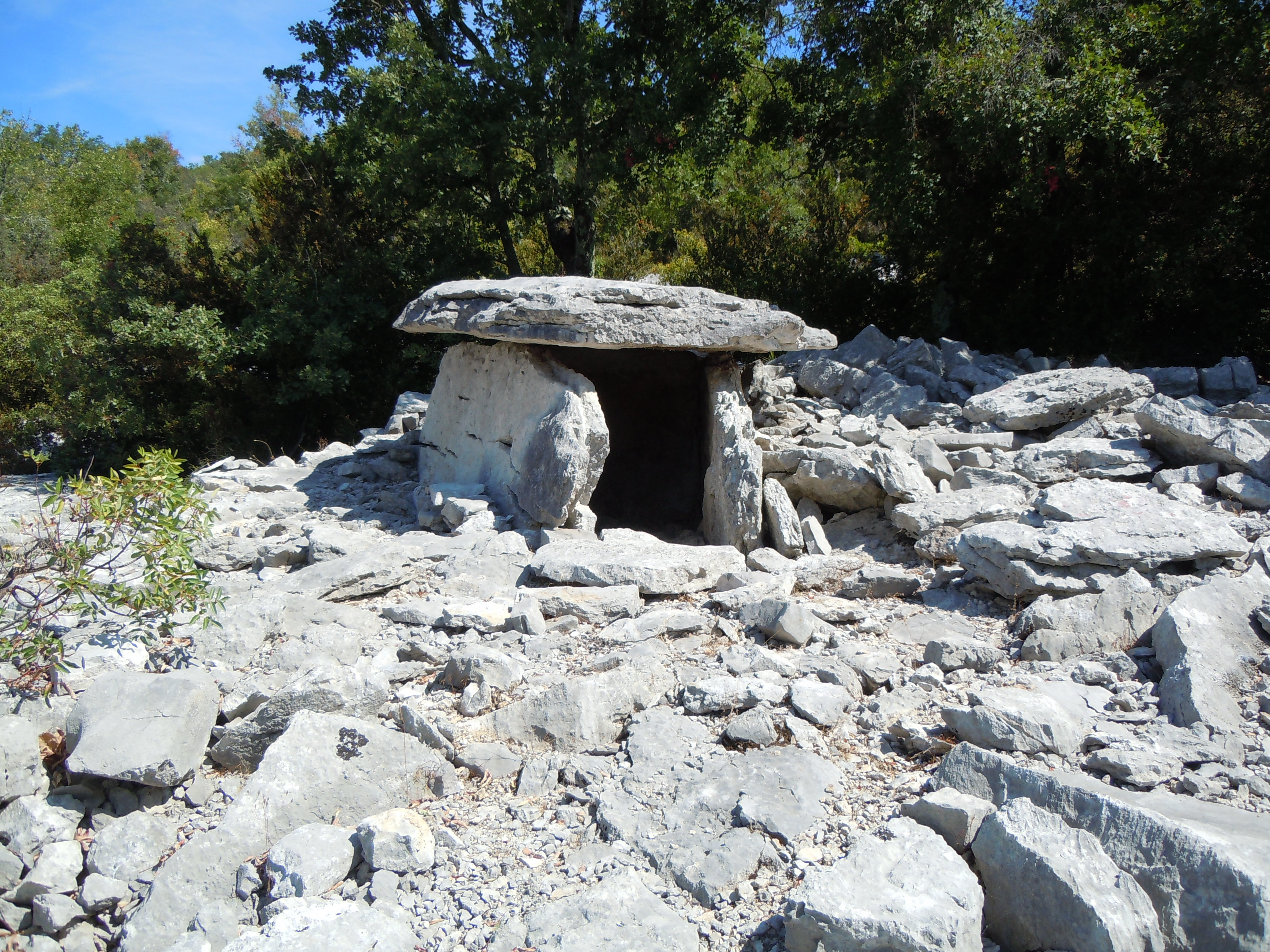
Dolmen no 14 de Font Méjanne.
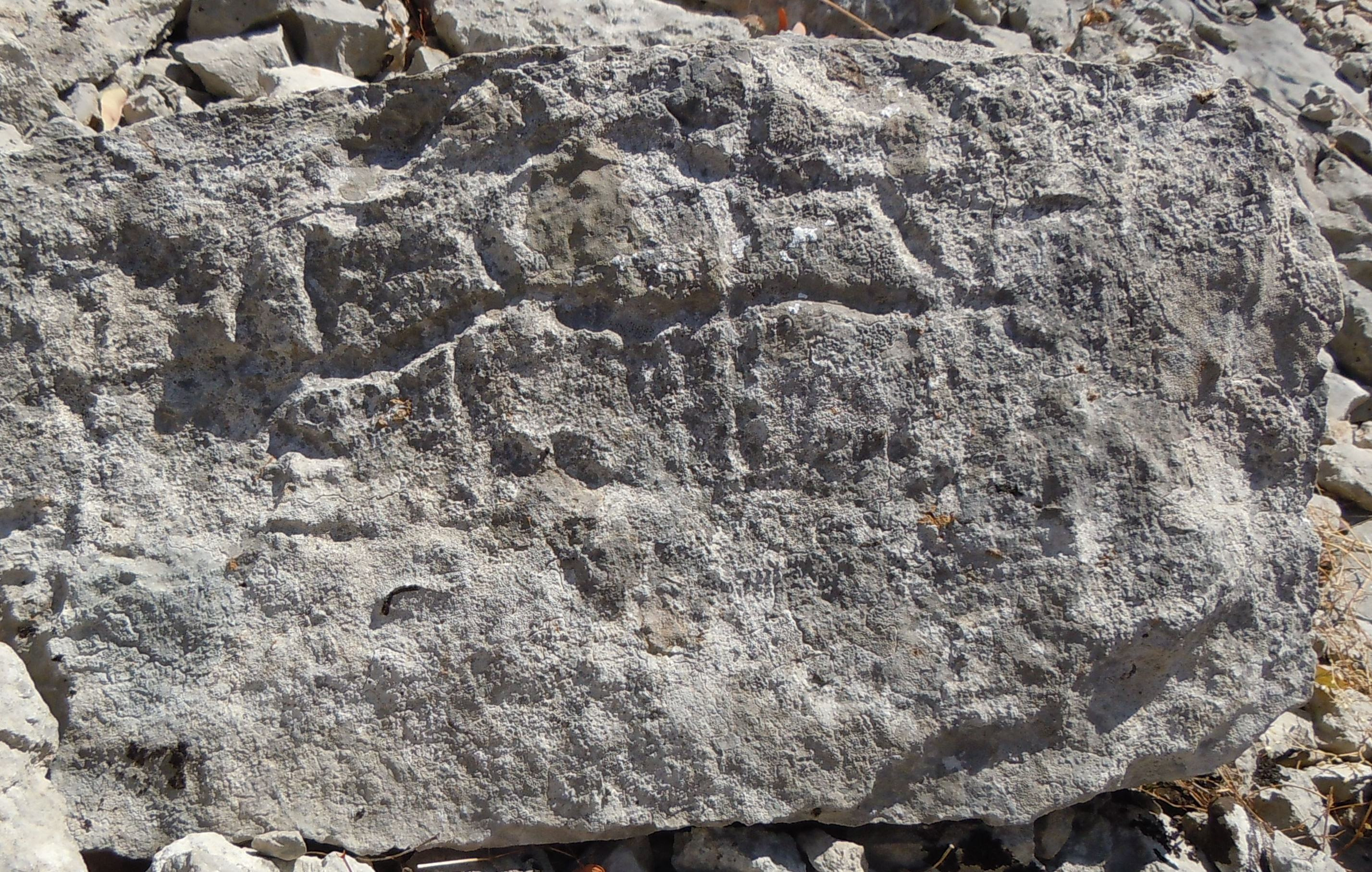
Gravure rupestre représentant un bovidé vers Font Méjanne.
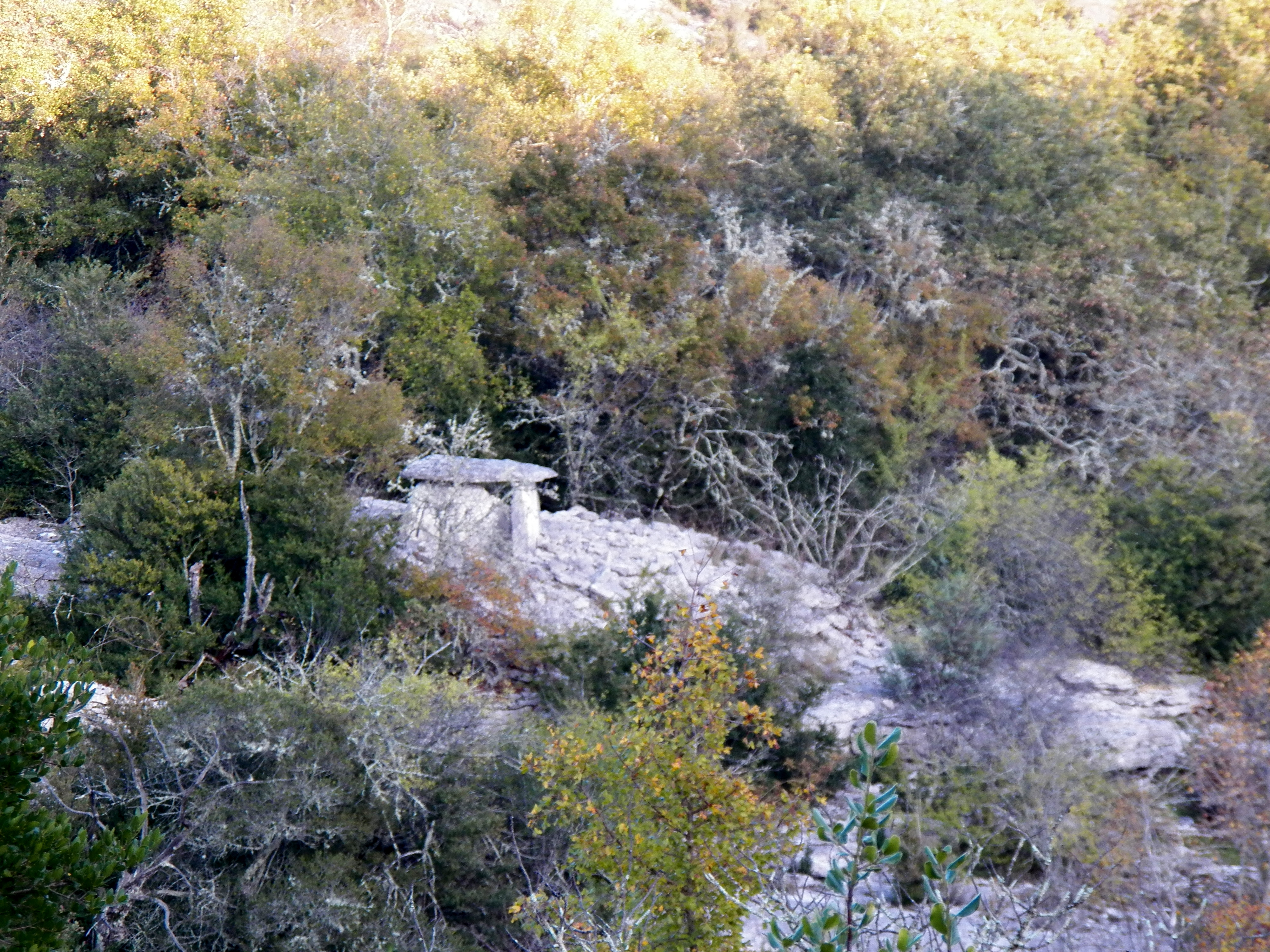
Un des dolmens du vallon de Fontgraze

## Les capitelles
Les capitelles sont des abris en pierres sèches construits au XIXe siècle par les paysans dans les champs éloignés de la ferme, jusqu'à l'abandon de la culture de la vigne à la suite du phylloxera vers (1865-1875).

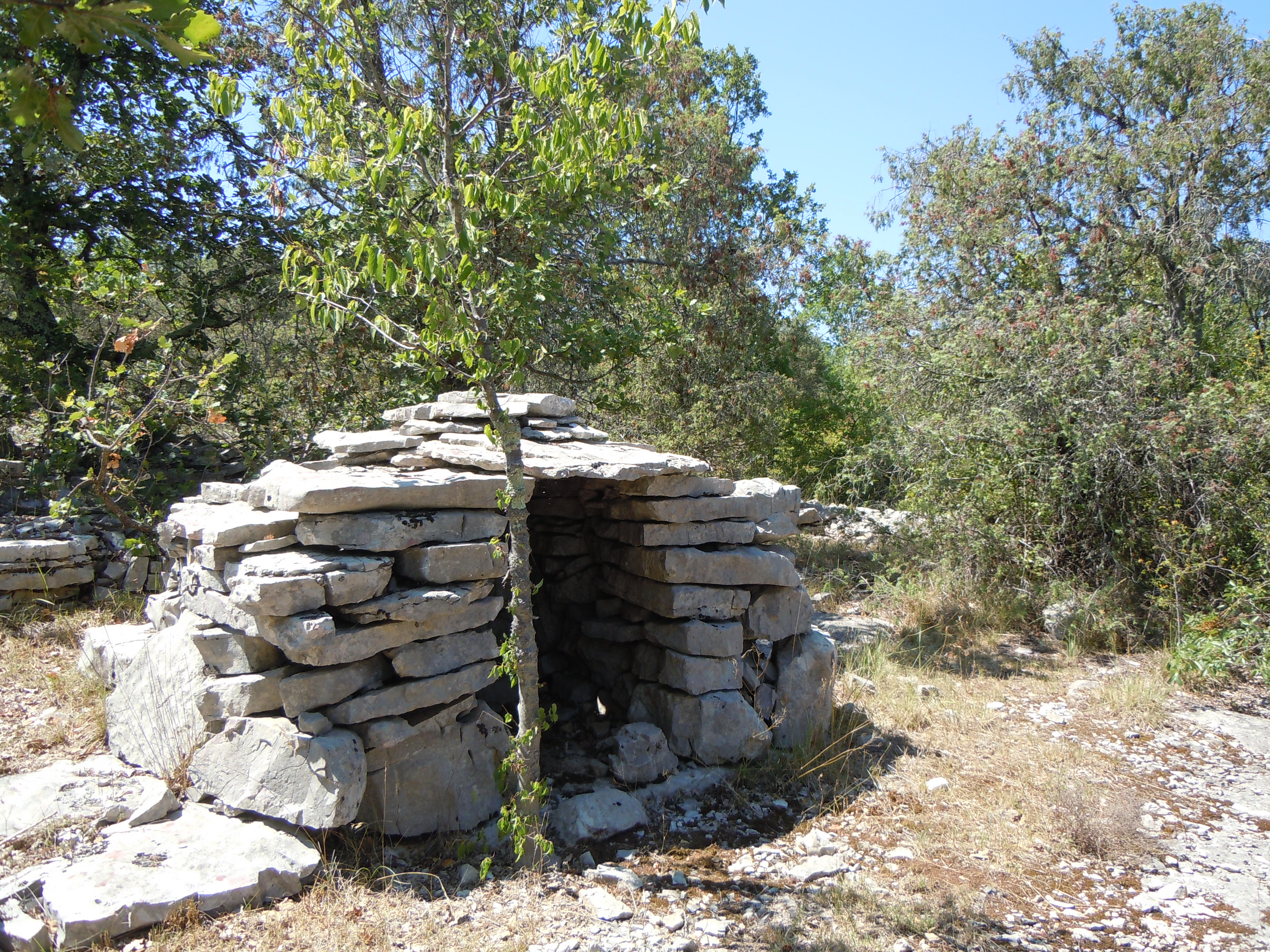
Capitelle vers Gérine et les Lausières.
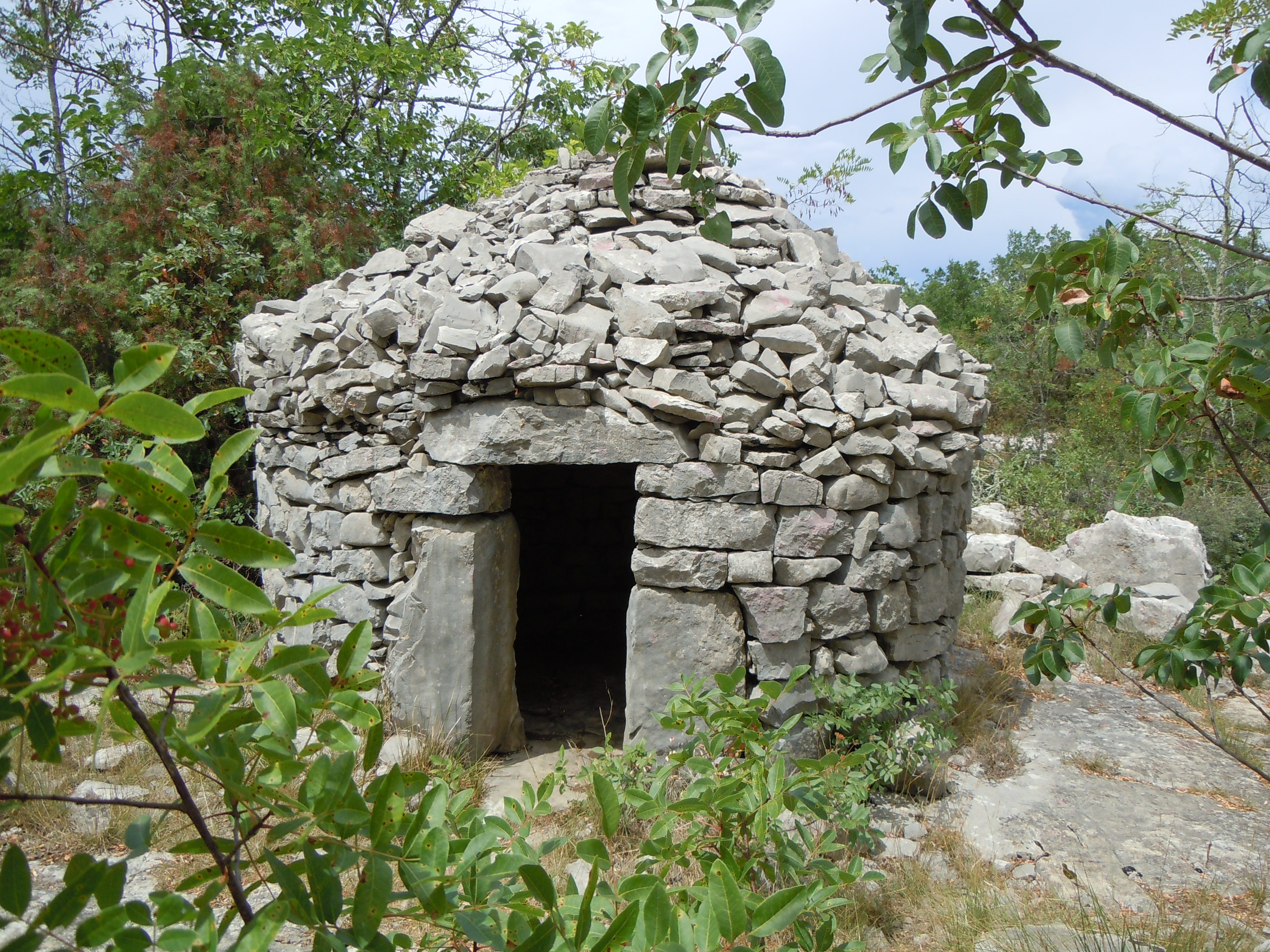
Capitelle du lieudit Champredon aux Assions.
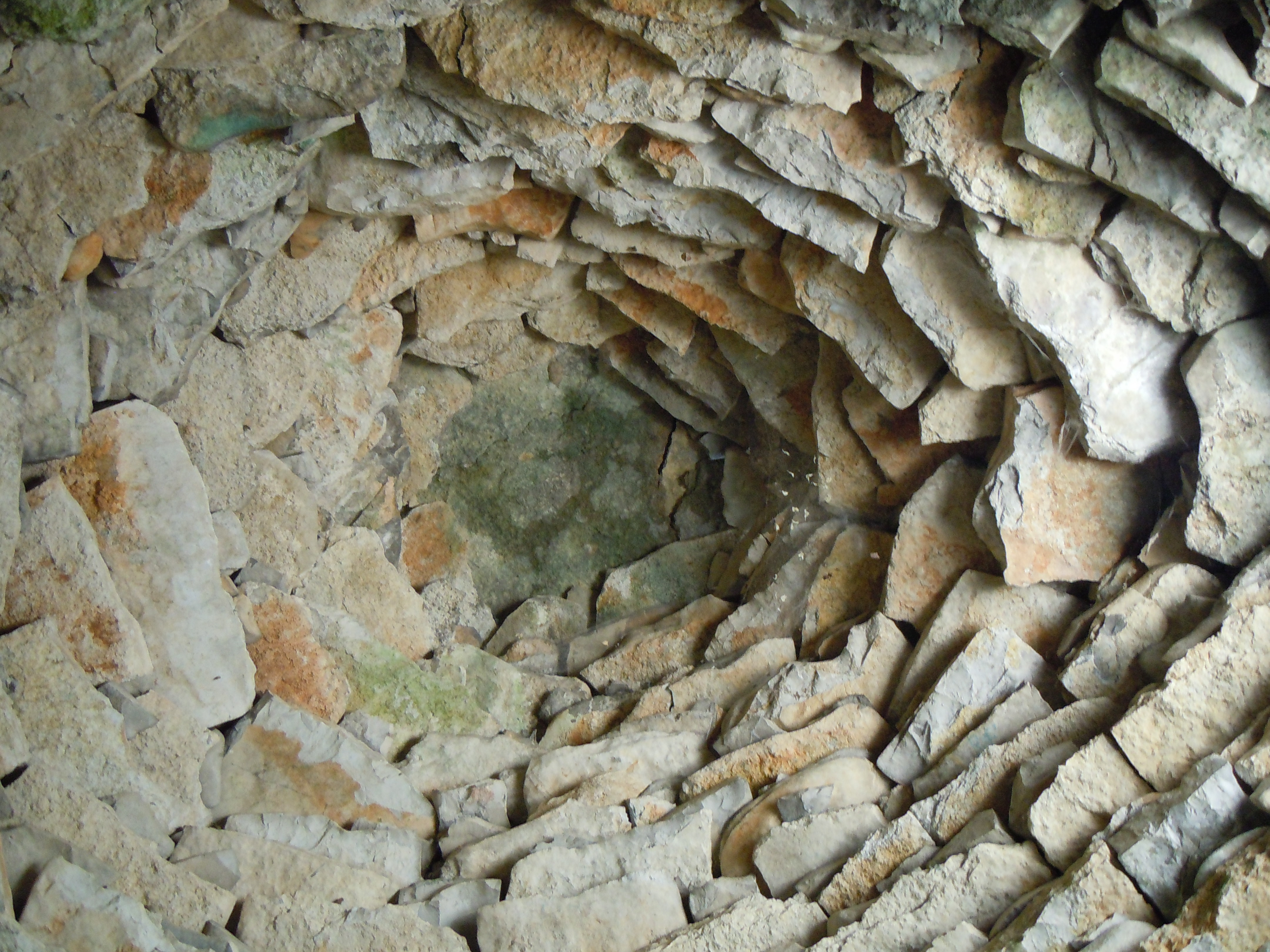
Voûte de la capitelle de Champredon aux Assions.
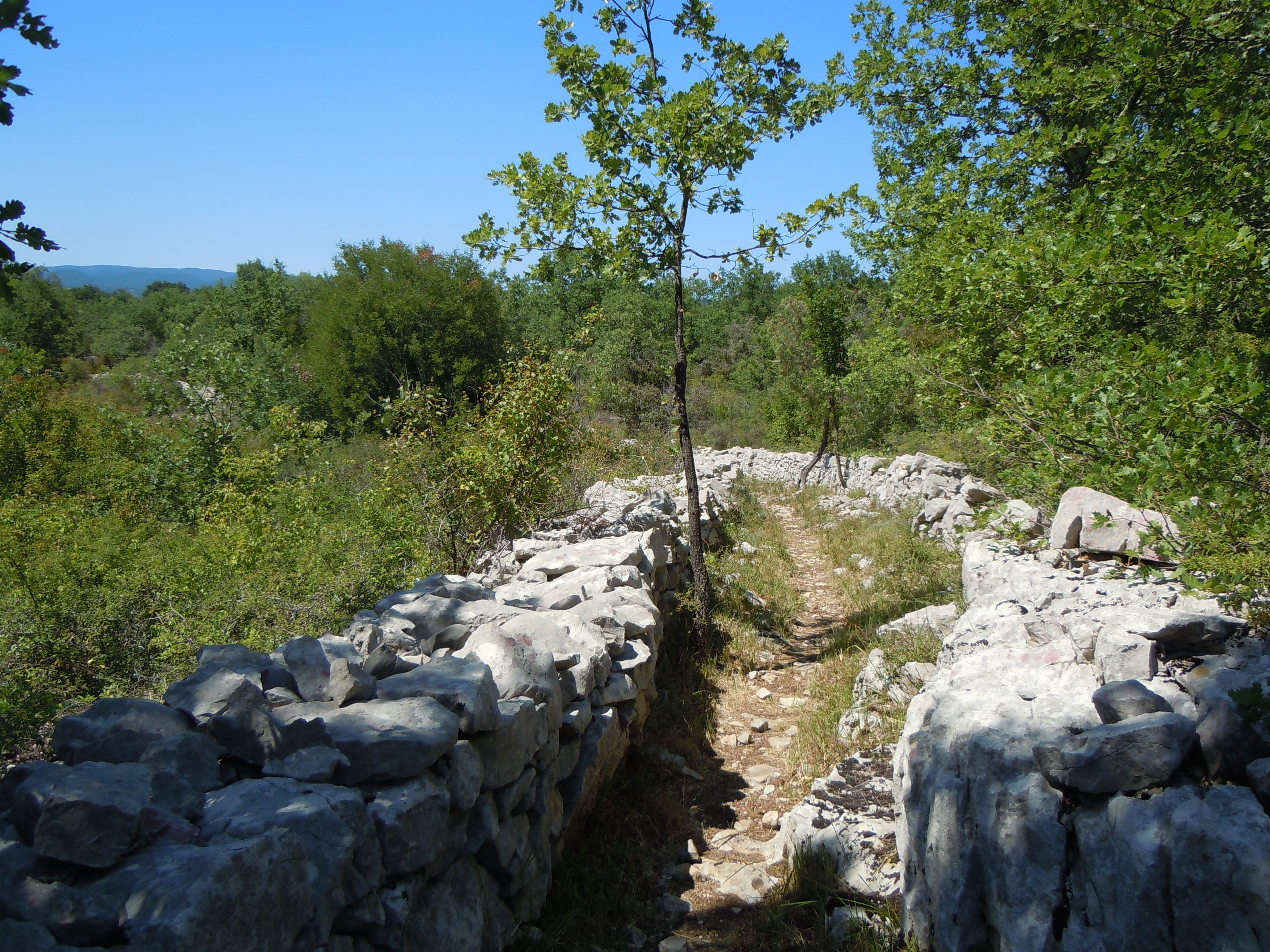
Les chemins sont bordés de murs de pierres sèches.

## Économie

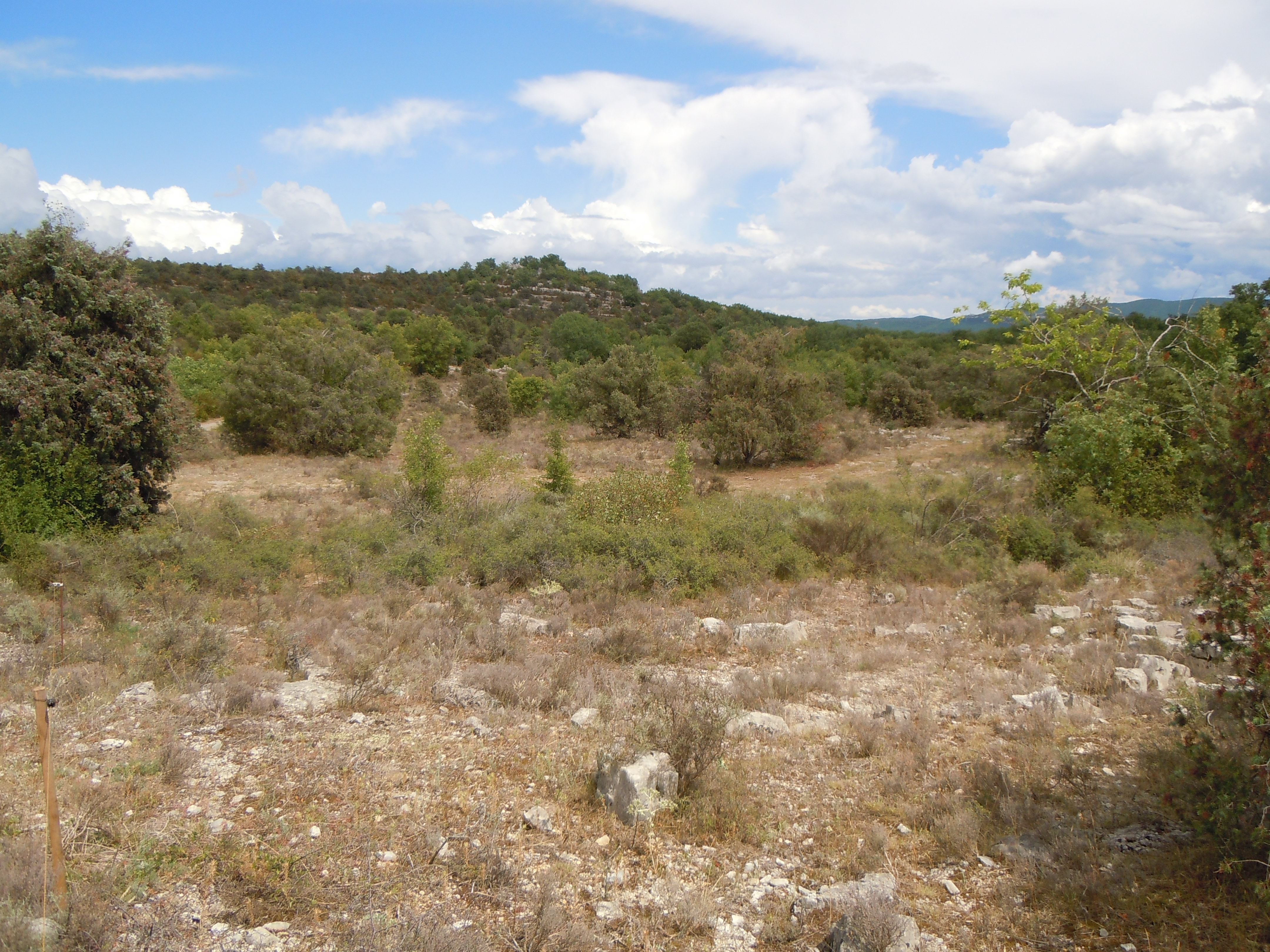
Cultures abandonnées à Champredon vers le Champel (alt. 255 m)

### Agriculture
La culture du mûrier, la viticulture et l'élevage ont été abandonnés, il n'y subsiste qu'une activité pastorale limitée et de culture de chênes truffiers.

### Carrières
Trois carrières sont en exploitation sur le plateau.
- La société Lafarge exploite une carrière à granulats

## Menace sur le site

### Projets d'exploitation de gaz de schiste
Les autorisations de forage de gaz de schiste ont été attribuées à la société Schuepbach Energy LLC dont le siège social est situé à Dallas (Texas). Ces projets mettent directement en danger la partie nord du plateau ainsi que le réseau de grottes, et menacent les aquifères débouchant dans le Chassezac, la Beaume et l'Ardèche

### Projet de centrale d'enrobage à chaud
Le 13 janvier 2020, la société SATP a déposé une demande d’autorisation auprès de la préfecture de l'Ardèche pour l’exploitation d'une centrale d’enrobage à chaud. L'arrêté préfectoral du 5 novembre 2020 autorise la société SATP à installer et exploiter une centrale à bitume sur la commune de Lavilldieu. C'est la 3e centrale d'enrobage sur ce secteur, où il existe déjà une usine à bitume à chaud et une autre à froid (détenue également par la SATP). Ces installations sont classées ICPE et sont connues comme fortement polluantes : impacts sur la qualité de l’air, pollution des sols et des eaux en cas d’accident, odeurs, risques de santé pour les habitants (cancers notamment). Le projet se situe sur une nappe phréatique importante, dont le sous-sol est fait de sols karstiques. C'est le système aquifère Nord Voguë qui représente un volume de 31 millions de m3 sur une surface de 21 km2. De plus, le site prévu est en zone ZNIEFF 1 et 2 ainsi qu'à proximité de zone Natura 2000, abritant une biodiversité exceptionnelle et des espèces protégées (voir faune et flore). En mars 2021, un recours contentieux a été déposé au tribunal administratif de Lyon contre cet arrêté.

## Tourisme

### Spéléologie

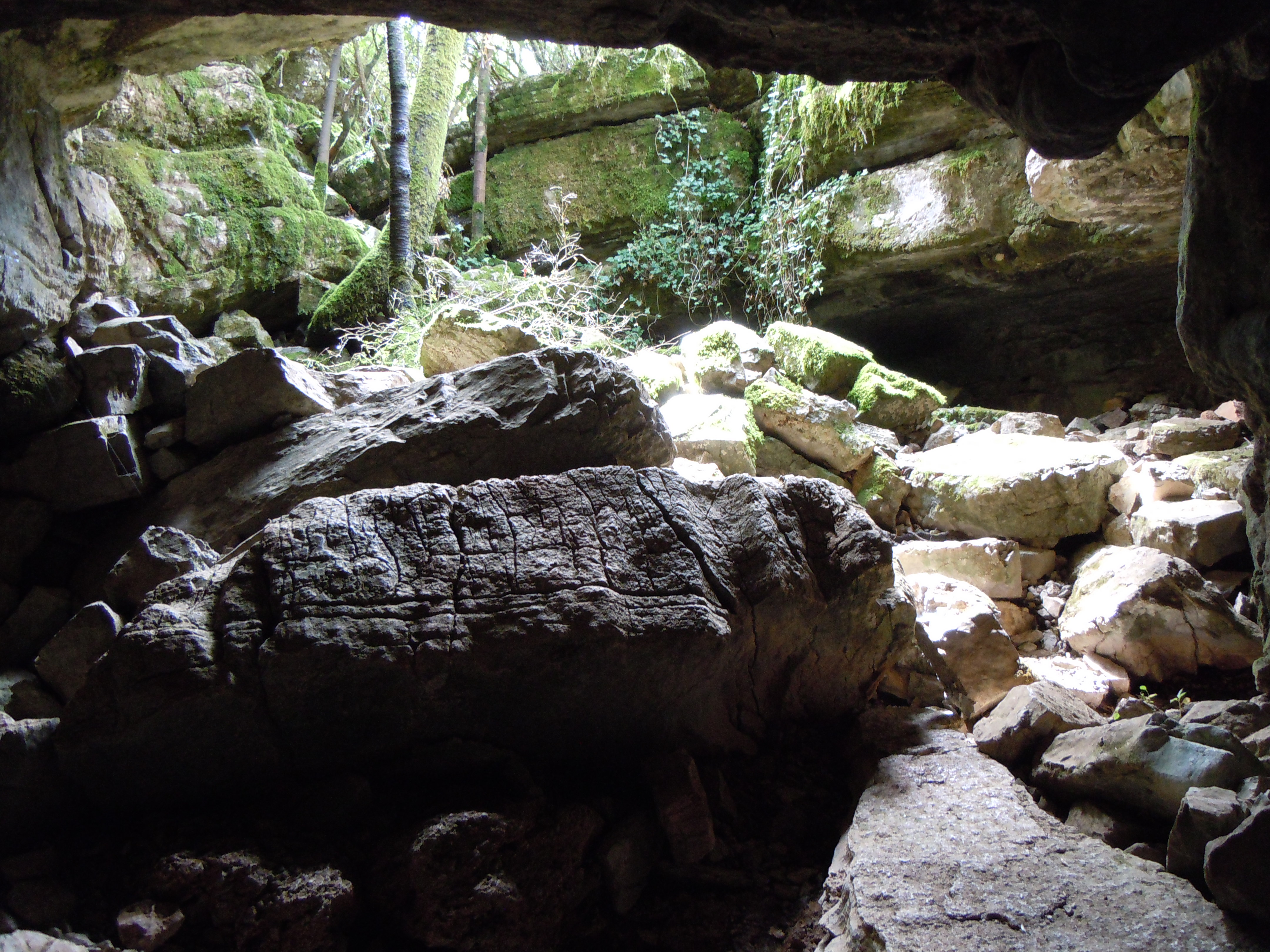
Entrée de la Grotte de Saint-Arnoult

Un important réseau de grottes non aménagées parcourt le massif. Ces grottes sont des sites de nidification de plusieurs espèces protégées de chauves-souris. On peut citer les grottes suivantes :

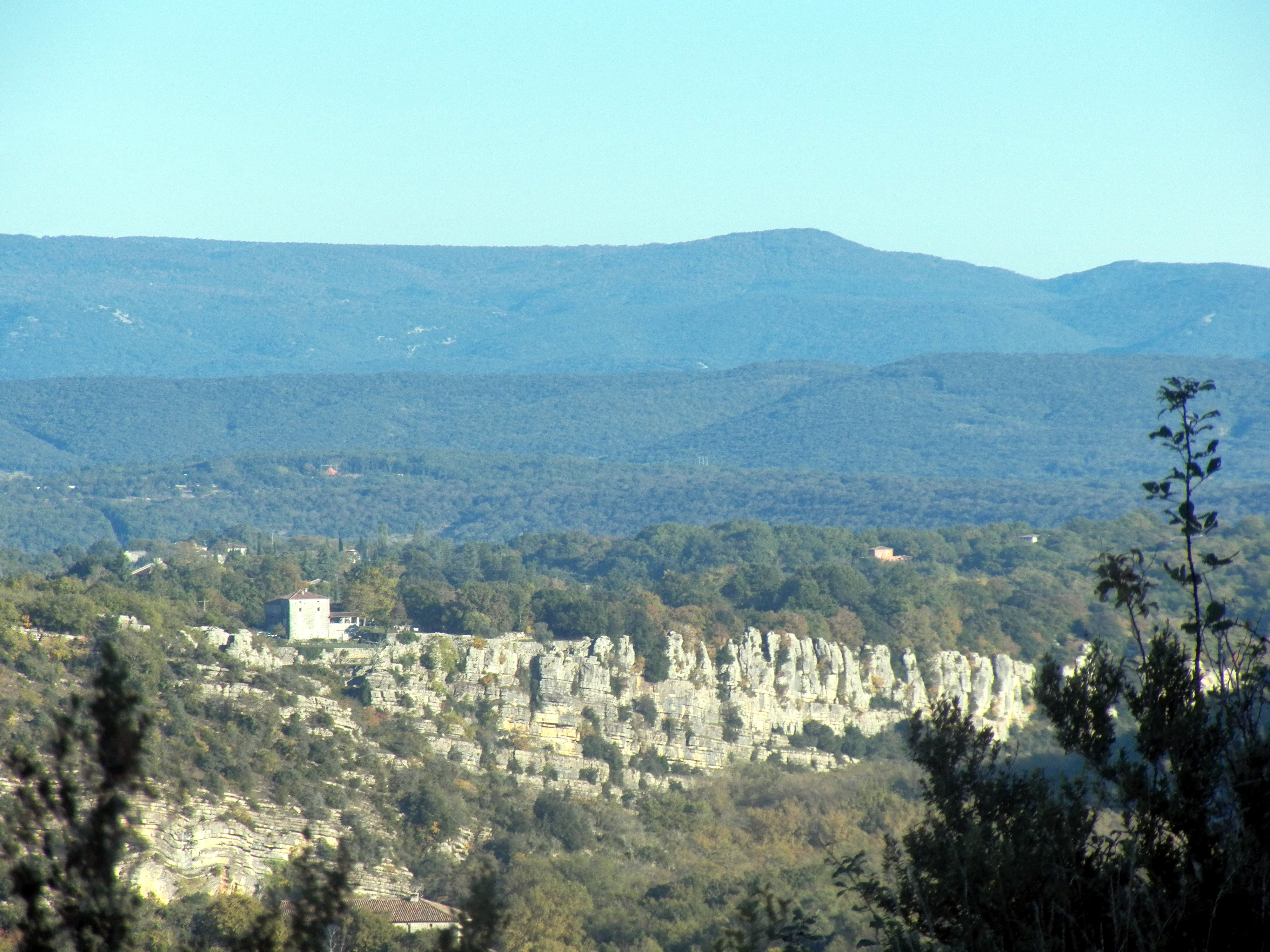
Grads de Labeaume

- Aven du Réméjadou ;
- Grotte de l'Espéluche ;
- Grotte de la Grange aux Pères ;
- Grottes de Guéry ;
- Grotte du Mas des Rondels ;
- Grotte de Saint-Arnoult ;
- Le Puits du Mort (comblé) Grads de Labeaume

### Randonnée
Le plateau des Gras est parcouru par de nombreux sentiers de randonnée balisés ou non.

## Faune

### Mammifères
- Castor d'Europe
- Barbastelle (Barbastella barbastellus)
- Grand murin (Myotis myotis)
- Grand rhinolophe (Rhinolophus ferrumequinum)
- Minioptère de Schreibers (Miniopterus schreibersii)
- Myotis capaccinii (Myotis capaccinii)
- Petit murin (Myotis blythii)
- Petit rhinolophe (Rhinolophus hipposideros)
- Rhinolophe euryale (Rhinolophus euryale)
- Vespertilion de Daubenton (Myotis daubentoni)
- Vespertilion de Natterer (Myotis nattereri)
- Vespère de Savi (Hypsugo savii)

### Oiseaux
Site de nidification d'espèces rares protégées :
le martin-pêcheur, le grand-duc, le pic épeichette, le faucon hobereau, le milan noir, le merle bleu, le balbuzard pêcheur, la fauvette orphée, la fauvette pitchou, la huppe, la pie-grièche méridionale, la pie-grièche à tête rousse.

## Flore
Sur le plateau, les pelouses à Brachypode rameux et à Brome dressé alternent avec les
garrigues à Genévrier oxycèdre (ou Cade) et à Buis et les bosquets de Chêne pubescent et de chêne kermès. Localement, on note également la présence d'anciennes cultures, en particulier de mûriers.
Le plateau recèle des espèces rares protégées
- Centranthe de Lecoq Centranthus lecoqii Jordan
- Corbeille d'argent à gros fruits Hormathophylla macrocarpa (DC.) Küpfer
- Sisymbrelle rude Sisymbrella aspera (L.) Spach
- Vesce Vicia melanops Sibth. & Sm.
- Violette de Jordan Viola jordanii Hanry
- Sauge officinale
- Thym. Thymus vulgaris
- Spina Christi. Ziziphus spina-christi, Paliurus